# Giurgiulești
Giurgiulești är en kommun i Cahul rajon i Moldavien, mest känd för sin hamn.

## Läge
Giurgiulești är Moldaviens sydligaste kommun, belägen där floden Prut flyter ihop med Donau. Kommunens centralort Giurgiulești är gränsort till både Rumänien (i sydväst) och Ukraina (i öst).

## Kommunikationer
Genom Giurgiulești går Europavägen E584 som förbinder kommunen med Rumänien (genom en bro över Prut) och Ukraina. I samhället finns även en järnvägsstation med förbindelser med de båda grannländerna. 

## Hamn
Giurgiuleștis hamn är Moldaviens största och ligger vid Donau, vars gräns till landet endast är  480 meter lång. Hamnen är den enda i Moldavien som kan ta emot fartyg från havet och har status som frihamn.  Den drivs av företaget ICS Danube Logistics SRL, som ägs av nederländska Danube Logistics och Europeiska banken för återuppbyggnad och utveckling. Hamnens oljeterminal började byggas 1996 och blev klar i oktober 2006. Passagerarterminalen öppnades 17 mars 2009.